# Efedrin
Efedrin je alkaloid z keřů čeledě chvojníkovitých (Ephedraceae) rodu Ephedra, jako jsou chvojník obecný (Ephedra vulgaris) neboli chvojník dvouklasý (Ephedra distachya) nebo chvojník čínský (Ephedra sinica), které se vyskytují ve východní Asii, ve středomořské oblasti a ve střední Evropě.

## Historie
Nejstarší nález zrn chvojníku v irácké jeskyni Šanidár se datuje do období 60 000 let před naším letopočtem.[zdroj?] Na známých indických gandhárských reliéfech se zobrazuje chvojník v blízkosti Buddhy. V Číně se prvenství jeho objevu připisuje legendárnímu císaři Šen-nungovi už ve 3. tisíciletí př. n. l.[zdroj?] Ve 20. letech 20. století izoloval K. K. Chen čistý efedrin z chvojníku. Brzy začal být lékaři předepisován na úlevu ucpanému nosu a k uvolnění průdušek. Po sérii úmrtí spojených s užíváním efedrinu však byl v různých zemích světa zakázán (USA – 2004).

## Chemické vlastnosti
Efedrin vykazuje optický izomerismus a má dvě chirální centra, proto existuje ve čtyřech diastereoizomerech. Podle konvence[které?] se enantiomery s konfigurací (1R,2S) a (1S,2R) označují jako efedrin a enantiomery (1R,2R) a (1S,2S) jako pseudoefedrin.
Efedrin je substituovaný amfetamin a strukturální analog metamfetaminu. Liší se od něj pouze přítomností hydroxylové skupiny (OH). Amfetaminy jsou však potentnější a mají další biologické účinky. Komerčně se efedrin vyrábí jako izomer (−)-(1R,2S), názvem efedrin je ve farmakologii míněn právě tento enenatiomer, vyskytující se v přírodě.

## Využití

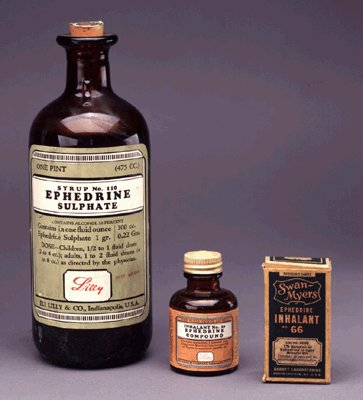
Efedrinová léčiva z doby před 2. světovou válkou

Efedrin je látka, která se používá při léčbě astmatu, proti nízkému tlaku, proti narkolepsii (chorobná spavost) a také jako léčivo uvolňující zduření nosní dutiny.
Efedrin se používá na výrobu pervitinu. Efedrin sám o sobě může při dlouhodobém a nadměrném používání způsobit psychickou i fyzickou závislost. V kombinaci s kofeinem je to navíc vynikající spalovač tuků. Ze začátku byl používán jako tabletka na hubnutí, dokud se neprokázaly jeho vedlejší účinky. Při užití s větší dávkou kofeinu v některých případech dochází k třesení rukou, silnému bušení srdce a nastává střídání tělesné teploty (teplo–zima).

## Účinky
Účinek efedrinu nastupuje asi hodinu po pozření a trvá asi 3 až 4 hodiny. Doporučená maximální dávka činí 8 mg/6 hodin. Je součástí přípravků proti kašli či chřipce, roztahuje totiž dýchací cesty a ulevuje příznakům. Dále se užívá jako lék na hubnutí, k budování svalstva a k zlepšení fyzických schopností sportovců. Mezinárodní olympijský výbor právě kvůli těmto účinkům zařadil efedrin na listinu zakázaných látek.[zdroj?]

### Otrava
Efedrinizmus je chronická otrava efedrinem, která se projevuje pocením, nechutenstvím, svíráním v oblasti srdce, podrážděností a výbuchy náhlého hněvu.